# Waldhäuserwald
Der Waldhäuserwald ist ein gemeindefreies Gebiet im niederbayerischen Landkreis Freyung-Grafenau in Bayern.

## Geographie
Der 11,47 km² große Staatsforst liegt an der Grenze zu Tschechien. Auf bayerischer Seite grenzt es an Neuschönau, Sankt Oswald-Riedlhütte und Sankt Oswald. Namensgebend ist die benachbarte Gemeinde Waldhäuser. Die Fläche zum Gebietsstand 1. Oktober 1966 betrug 1149,42 Hektar.
Der Waldhäuserwald ist Bestandteil des Nationalpark Bayerischer Wald, des Landschaftsschutzgebietes LSG Bayerischer Wald, des Fauna-Flora-Habitat-Gebietes und EU-Vogelschutzgebietes Nationalpark Bayerischer Wald.
Im gemeindefreien Gebiet befinden sich zwei vom Bayerischen Landesamt für Umwelt (LfU) ausgewiesene Geotope.
- Teufelsloch NE von Waldhäuser, Geotop-Nummer: 272R018[7]
- Ehemalige Sandgrube an Waldhäuser Riegel, Geotop-Nummer: 272A005[8]